# Aqualung (músico)
Matthew "Matt" Hales (Southampton, Inglaterra; 17 de enero de 1972), más conocido como Aqualung, es un cantante y compositor británico muy conocido en el Reino Unido por su canción "Strange and Beautiful", que apareció en un anuncio de televisión para el nuevo Volkswagen New Beetle en el verano de 2002 y se convirtió en un éxito Top 10 en las listas del Reino Unido más tarde ese año. En Estados Unidos, Aqualung es también conocido por la canción "Brighter Than Sunshine", que estuvo un considerable tiempo en las radios y fue usada en la película  "A Lot Like Love" y en varios anuncios de televisión.

## Biografía

### Primeros años
Hales creció en Southampton, una ciudad en la costa sur de Inglaterra, donde sus padres tienen una tienda de discos independiente. El buscaba ser - y de hecho fue - un músico desde que era chico, aunque él dijo en una entrevista con la BBC que durante un par de años cuando él tenía alrededor de 12 quería ser un doble de riesgo. A la edad de 16 años, se le concedió una beca para estudiar composición musical en Winchester College. A la edad de 17 años, había escrito su primera sinfonía titulada Life Cycle (Ciclo de la Vida).
Además, mientras era un adolescente, formó su primera  banda, que se conoció por varios nombres durante su vida: Da Fook Mo a Dib, White Noise (Sonido Blanco), and Mecano Pig (Mecano Cerdo). En 1990, ellos produjeron un Álbum, Mecano Pig, pero la banda se disolvió poco después.
En el otoño de 1990, Hales se trasladó a Londres para estudiar música en la Ciudad Universitaria de Londres. Mientras estaba allí, él y su hermano Ben formaron una nueva banda, Gravel Monsters (Monstruos de Grava), aunque más tarde cambió su nombre a RUTH (y su club de fanes se convirtió en ALAN). Ellos lanzaron varios singles y un álbum, Harrison, pero tuvo muy poco éxito. Cambiaron su nombre de nuevo a 45s, y en 2001 firmaron con la discográfica Mercury Records. Sin embargo, solo lanzaron dos singles más, y en marzo de 2002, el grupo se separó.
Matt está casado con la actriz de Bad Girls, Kim Oliver, quien le ayudó a escribir las letras de "Strange and Beautiful".

### Carrera como Aqualung
Su sencillo de debut, "Strange and Beautiful (I'll Put a Spell on You)", fue lanzado en el Reino Unido con la discográfica B-Unique el 16 de septiembre de 2002, después de ganar popularidad como la banda sonora de un anuncio de la nueva Volkswagen Beetle, y llegó a la posición número 7 en el UK Top 40. Esto fue seguido poco después por su álbum debut homónimo, Aqualung.
En 2003 lanzó su segundo álbum, Still Life, con aclamada crítica aunque el éxito comercial fue limitado. Como parte de la promoción de este álbum, Aqualung se embarcó en dos tours en Reino Unido a principios de 2004 - el primero como un dúo compuesto por Hales y su hermano Ben en la guitarra tocando en lugares inusuales, tales como iglesias, y la segunda con el par y una banda completa de respaldo,  tocando en los locales de rock convencionales. Dos de los conciertos en Londres se han registrado y publicado como un DVD en vivo en el sitio web de la banda junto con dos CD de recopilación de B-sides y Remixes.
Matt Hales apareció en el álbum Just Be de Tiësto en el 2004 con la canción "Ur".
Una recopilación de temas de sus dos primeros discos fue lanzada en los Estados Unidos, con el título de Strange and Beautiful, después de firmar un nuevo contrato con Columbia Records para las futuras versiones de todo el mundo. La canción "Brighter Than Sunshine" se convirtió en un gran éxito y disfrutó estar en el Top 40 Airplay durante varios meses, después de ser presentada en la película A Lot Like Love . La banda también ha gozado de mayor notoriedad a través de apariciones en varios programas de entrevista y del uso de sus canciones en las bandas sonoras de series como Gossip Girl, One Tree Hill, The OC, Grey's Anatomy,  Scrubs y recientemente en CSI: Miami, Cold Case, CSI: Crime Scene Investigation, y Skins.
"Easier To Lie" fue el sencillo que apareció en  Scrubs ,  el episodio piloto de Lie to me y Borthers And Sisters (Episodio 3).
En 2006, ellos fueron los invitados especiales en el Hotel Cafe Tour de Tom McRae.
A mediados de 2007, el tema "Left Behind" de Aqualung fue usado en una serie de anuncios de automóviles de Chrysler en EE. UU. dando a Aqualung aún más notoriedad, a pesar de los problemas financieros de la automotriz.
En 2007, la canción "Something to Believe In" de Aqualung fue incluida en la serie de televisión Gossip Girl y One Tree Hill, así como en un episodio de CSI: Miami. En enero de 2008 la canción fue también usada en el episodio piloto de Eli Stone de la red ABC.
Tras completar su gira por EE. UU., Aqualung anunció el lanzamiento de su próximo álbum, Memory Man , que incluye once nuevas canciones. Este álbum fue lanzado el 13 de marzo de 2007 en los EE. UU., seguido por otras partes del mundo. El primer sencillo en los EE. UU. fue "Pressure Suit", y en el Reino Unido fue "Cinderella", publicado el 11 de junio.
Good Times Gonna Come fue utilizado en el 2 episodio de la 2 temporada de la serie de drama Británica Skins así como en un anuncio del Reino Unido para Sky.
El 31 de agosto Hales lanzó la noticia de su nuevo álbum en su página de myspace "Estoy realmente muy contento con el nuevo disco ... Es una mezcla de algunas canciones viejas y algunas nuevas y una canción de Paul Simon. Y... Es emocional y sincero y divertido y agradable. Se siente como volver a casa. Creo que les va a gustar ".
Hales completó su gira por Reino Unido por primera vez desde su primer álbum en junio, terminando el recorrido en el recién reabierto Tabernáculo, Notting Hill, en Londres. Él dijo lo sorprendido y contento que estaba con su participación. Más recientemente, Hales ha anunciado su traslado a los Estados Unidos y el comienzo de la producción de un nuevo álbum.
A partir de 2009, Hales ha estado trabajando con Leona Lewis en su nuevo álbum Eco.
Hales ha participado además, junto a Lucy Schwartz, en la banda de sonido de "The Twilight Saga: Breaking Dawn Part I" con la canción Cold

## Discografía

### Álbumes
| Título                | Fecha de lanzamiento     | Discográfica   | Status |
| --------------------- | ------------------------ | -------------- | ------ |
| Aqualung              | 30 de septiembre de 2002 | B-Unique       | Gold   |
| Still Life            | 27 de octubre de 2003    | B-Unique       |        |
| Strange and Beautiful | 22 de marzo de 2005      | Columbia       |        |
| Memory Man            | 13 de marzo de 2007      | Columbia       |        |
| Words and Music       | 7 de octubre de 2008     | Verve Forecast |        |

### EP
| Título                | Fecha de lanzamiento | Discográfica |
| --------------------- | -------------------- | ------------ |
| Exclusive iTunes EP   | 16 de agosto de 2005 | Columbia     |
| Still Life 1          | 1 de marzo de 2005   | Columbia     |
| Exclusive iTunes EP 2 | 17 de enero de 2006  | Columbia     |

### Sencillos
| Título                                            | Fecha de lanzamiento     | Posición en las listas | Posición en las listas | Posición en las listas | Discográfica          |
| Título                                            | Fecha de lanzamiento     | UK                     | US Pop 100             | US Adult Top 40        | Discográfica          |
| ------------------------------------------------- | ------------------------ | ---------------------- | ---------------------- | ---------------------- | --------------------- |
| "Strange and Beautiful (I'll Put a Spell on You)" | 16 de septiembre de 2002 | #7                     |                        |                        | B-Unique              |
| "Good Times Gonna Come"                           | 2 de diciembre de 2002   | #71                    |                        |                        | B-Unique              |
| "Brighter Than Sunshine"                          | 13 de octubre de 2003    | #37                    | 81                     | #32                    | B-Unique              |
| "Easier to Lie"                                   | 13 de marzo de 2004      | #60                    |                        |                        | B-Unique              |
| "Pressure Suit"                                   | 9 de enero de 2007       |                        |                        |                        | Columbia              |
| "Cinderella"                                      | 11 de junio de 2007      |                        |                        |                        | Columbia              |
| "On My Knees"                                     | 16 de septiembre de 2008 |                        |                        |                        | The Verve Music Group |